# فرشته‌ماهی کوتوله
فرشته‌ماهی کوتوله (نام علمی: Pterophyllum leopoldi) نام یک گونه از سرده فرشته‌ماهی است.